# Christian Pfeiffer

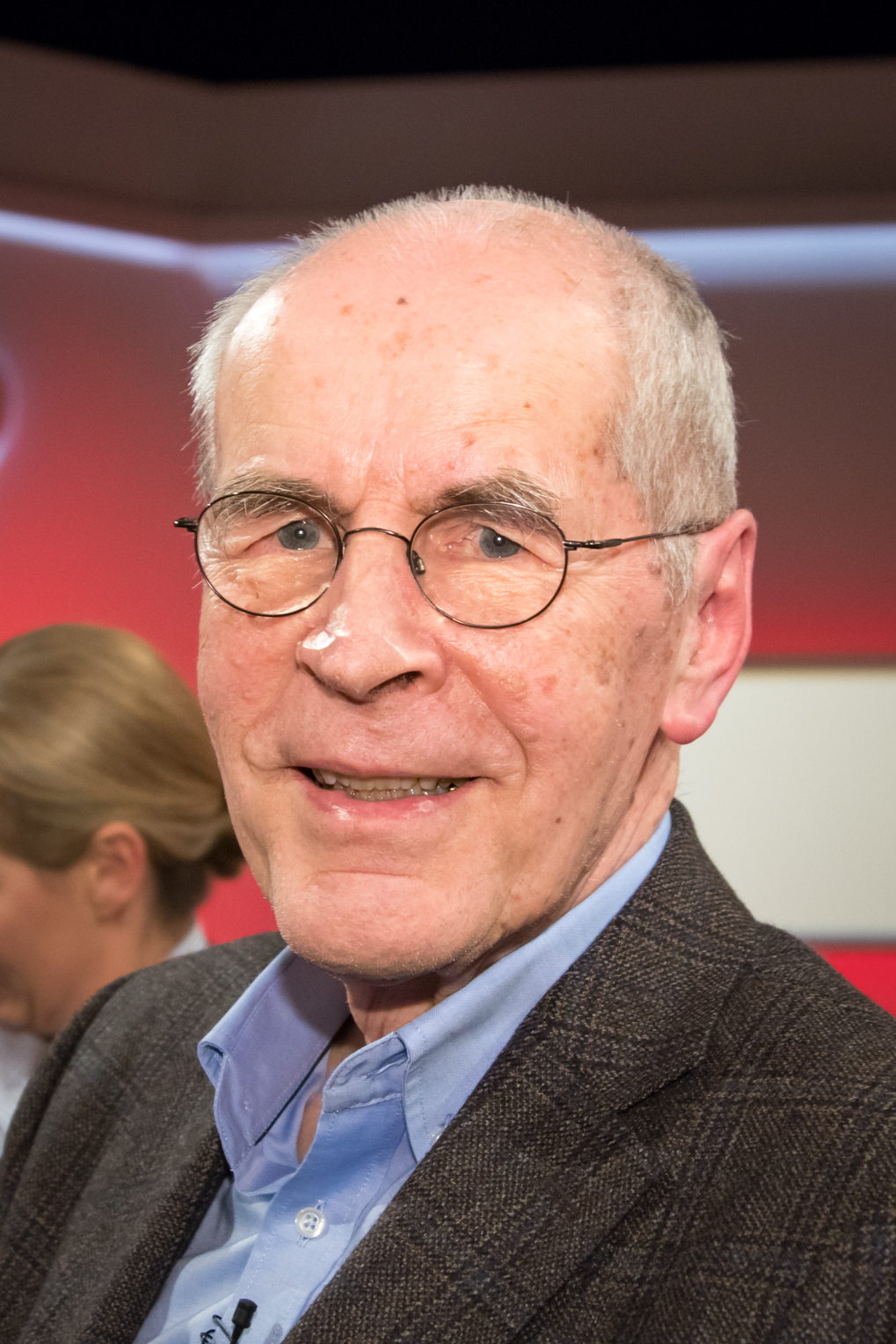
Christian Pfeiffer (2017)

Christian Pfeiffer (* 20. Februar 1944 in Frankfurt (Oder)) ist ein deutscher Kriminologe und ehemaliger Direktor des Kriminologischen Forschungsinstituts Niedersachsen (KFN). Von 2000 bis 2003 war Pfeiffer für die SPD niedersächsischer Justizminister.

## Leben
Christian Pfeiffer kam im Jahr 1952 aus der DDR nach Westdeutschland, wo er in Kirchweidach aufwuchs. Nach dem Abitur am Ruperti-Gymnasium Mühldorf am Inn 1963 und Abschluss des Wehrdienstes als Reserveoffizieranwärter studierte er von 1965 bis 1971 Rechtswissenschaften und Sozialpsychologie an der Ludwig-Maximilians-Universität München sowie an der London School of Economics and Political Science.
Der Jurist promovierte 1984 mit dem Thema „Kriminalprävention im Jugendgerichtsverfahren“. 1985 wurde er auf eine Professur für Kriminologie, Jugendstrafrecht und Strafvollzugsrecht an der Universität Hannover berufen. 1985 wurde er stellvertretender Direktor des KFN, von 1988 bis 2015 war er dessen Direktor.
Von 1985 bis 1997 war Christian Pfeiffer Vorsitzender der Deutschen Vereinigung für Jugendgerichte und Jugendgerichtshilfen.
Von Dezember 2000 bis zum Februar 2003 war Pfeiffer, der seit 1969 SPD-Mitglied ist, Justizminister des Landes Niedersachsen; er löste Wolf Weber (SPD) ab. Mit dem Regierungswechsel vom 4. März 2003 folgte als Justizministerin Elisabeth Heister-Neumann (CDU) auf Christian Pfeiffer.
Im Jahr 2019 erhob Pfeiffer schwere Vorwürfe gegen den Trierer Bischof Stephan Ackermann. Bei der 2013 beendeten Kriminologische Studie zum Missbrauch in der katholischen Kirche Deutschlands soll es zu vermehrten Kontrollwünschen und zu Zensurversuchen kirchlicherseits gekommen sein. Im Zuge des Scheiterns wurde Pfeiffer nach seiner Aussage ein Schweigegeld von 120.000 Euro angeboten. Nachdem er dies abgelehnt hatte, soll es einen Nötigungsversuch gegeben haben, indem Ackermann ihm mit massiver öffentlicher Diskreditierung gedroht habe.

## Persönliches
In seiner im Jahr 2019 herausgegebenen Publikation Gegen die Gewalt. Warum Liebe und Gerechtigkeit unsere besten Waffen sind zieht Pfeiffer Bilanz seines vierzigjährigen Schaffens – auf der Grundlage neuer Forschungsergebnisse und seiner beruflichen Erfahrungen. Anders als sonst leitet er dieses Buch mit sehr persönlichen Mitteilungen ein und beschreibt ausführlich und angereichert mit zahlreichen Anekdoten seinen Lebens- und beruflichen Weg in die Kriminologie, angefangen bei seiner Kindheit auf einem Bauernhof in der DDR. Eingebettet in verschiedene fachliche Fragestellungen berichtet er über zahlreiche persönliche Begegnungen mit prominenten Vertretern aus Politik und Wissenschaft, der Kriminologie ebenso wie ihren Bezugswissenschaften. Unter vielen anderen erwähnt Pfeiffer seine langjährige Freundschaft mit der Gerichtsgutachterin und Krimiautorin Elisabeth Müller-Luckmann.

## Arbeiten
Christian Pfeiffer war Professor für Kriminologie, Jugendstrafrecht und Strafvollzug an der Juristischen Fakultät der Gottfried Wilhelm Leibniz Universität Hannover.
Pfeiffer engagierte sich bereits frühzeitig für den Täter-Opfer-Ausgleich als außergerichtliche Streitbeilegung. Weitere Forschungsschwerpunkte waren Viktimisierungserfahrungen, soziale Kontrolltheorien und „Medienverwahrlosung“.

### Rechtsextremismus unter Jugendlichen
Im Jahr 1999 geriet Pfeiffer in das Zentrum einer erbitterten Debatte, nachdem die Magdeburger Volksstimme ein Interview mit ihm veröffentlicht hatte, in dem er einen Zusammenhang zwischen der autoritären Erziehung in den Kindergärten der DDR und den in Ostdeutschland um ein Vielfaches häufigeren ausländerfeindlichen Gewalttaten herstellte.
Im Jahr 2009 veröffentlichte Pfeiffer eine Studie über die Verbreitung rechtsextremistischer Einstellungen unter Jugendlichen. Die Studie geriet aufgrund des Vorwurfs politisch motivierter Forschung und methodischer Mängel, die zu einer deutlichen Aufblähung der Zahlen führten, in die Kritik.

### Der „Fall Sebnitz“
Im Jahr 2000 trug ein Gutachten, das im Auftrag Pfeiffers von dem früheren Strafrichter Tilmann Schott angefertigt worden war, maßgeblich dazu bei, dass der sogenannte Joseph-Fall um den über drei Jahre zurückliegenden Tod des sechsjährigen Joseph Kantelberg-Abdullah in der sächsischen Kleinstadt Sebnitz als vermeintliche Tat von Neonazis Schlagzeilen machte. Das Gutachten attestierte die Glaubhaftigkeit von eidesstattlichen Erklärungen, die von der Mutter beigebracht worden waren und bis zu diesem Zeitpunkt kein Gehör gefunden hatten, schloss aber damit, dass „eine umfassende und abschließende Glaubwürdigkeitsbeurteilung allein nach Aktenlage allerdings nicht möglich“ sei, „weil das Zustandekommen der Aussagen nicht bekannt“ sei. Nach diesen Aussagen hätten über 200 Einwohner der Stadt zugesehen, als ihr Sohn von rechtsextremen Jugendlichen im örtlichen Freibad im Rahmen einer so bezeichneten „Hinrichtung“ ertränkt worden sei. In den nächsten Tagen übernahmen zunächst die Bild und dann viele andere Tageszeitungen die Aussagen ohne weitere Prüfung und lösten eine Welle der Entrüstung aus. Nach einer Woche erhärtete sich die gegenteilige Annahme, dass das Kind in Wahrheit verunglückt sei. Das Gutachten hatte bis dahin weltweite publizistische Resonanz gefunden und Betroffenheit hervorgerufen; der damalige Bundeskanzler Gerhard Schröder hatte die Mutter empfangen.

### Medienkonsum und Gewalttätigkeit
In einem Gutachten des Kriminologischen Forschungsinstituts Niedersachsen wurde der Zusammenhang zwischen Medienkonsum und Gewalttätigkeit bei 5- bis 15-jährigen Kindern untersucht. Eine Hypothese, die in dem Gutachten bestätigt wurde, ist unter anderem: „Hartz-IV-Empfänger besitzen die meisten Fernsehgeräte im Haushalt“.
In Interviews äußerte sich Pfeiffer mehrfach gegen unkontrollierten Medienkonsum von Kindern und bemängelte die unzureichende Versorgung der Kinder mit Ganztagsschul- und Kindergartenplätzen. Dies steht, nach Ansicht von Kritikern, im Gegensatz zu seinen Aussagen zum Thema „Erziehung in der DDR“, mit denen er die frühe Trennung von Kind und Eltern kritisierte.
Pfeiffer gilt neben dem Neurologen Manfred Spitzer als einer der schärfsten Kritiker von digitalen Unterhaltungsmedien. Im Zusammenhang mit der Diskussion um „Killerspiele“ sagte Pfeiffer, dass insbesondere Jungen viele Stunden mit diesen Spielen vor dem Computer verbrächten. Eine Korrelation zwischen Videospielen und einer damit zusammenhängenden Gewaltbereitschaft der Nutzer konnte nicht nachgewiesen werden. Pfeiffer konstatierte allerdings einen direkten Zusammenhang zwischen zu zeitaufwändigem Videospiel-Konsum und nachlassenden Leistungen in der Schule: „Je brutaler die Spiele sind und je häufiger man sie spielt, desto schlechter sind die Noten.“ Zudem vertritt er die Position „Man wird nicht Amokläufer, weil man ein brutales Computerspiel gespielt hat. […] Aber, […]: Das Spielen von gewalthaltigen Spielen erhöht bei Gefährdeten, die ohnehin schon auf dem Weg Richtung Gewalt sind, das Risiko, dass sie tatsächlich gewalttätig werden.“ Pfeiffer trat zu diesem Thema auch häufig in den Medien auf. Er wurde des Öfteren wegen seiner Art und Weise der Argumentation kritisiert, die viele als polemisch und verkürzt empfinden.
Pfeiffer ist einer der Unterzeichner des Kölner Aufrufs gegen Computergewalt, der aufgrund von Passagen wie der folgenden vor allem unter Spielern sehr umstritten ist:

„Killerspiele entstammen den professionellen Trainingsprogrammen der US-Armee, mit denen Schusstechnik, Zielgenauigkeit und direktes Reagieren auf auftauchende Gegner trainiert werden. Die Soldaten werden desensibilisiert und fürs Töten konditioniert, die Tötungshemmung wird abgebaut. Genauso werden durch Killerspiele Kindern und Jugendlichen Spezialkenntnisse über Waffen und militärische Taktik vermittelt […].“

Um Jugendgewalt entgegenzuwirken, vertrat Pfeiffer die Position, die offene Kinder- und Jugendarbeit in Jugendhäusern aufzulösen und die Beschäftigten in Ganztagsschulen zu verschieben. Daraufhin entstand im Jahr 2006 ein Konflikt mit den Fachkräften der Jugendhilfe. 2015 stellte Pfeiffer einen Zusammenhang zwischen Computerspielen und den Terroranschlägen in Paris her.

### Mediennutzung und schulische Misserfolge
Pfeiffer analysierte die PISA-Studie und kam zu dem Ergebnis, dass diejenigen Gruppen der PISA-Untersuchungen am schlechtesten abschnitten, die sich durch den höchsten Medienkonsum auszeichnen. Siehe dazu auch: Mediennutzung von Kindern und Jugendlichen in Deutschland

## Katholische Kirche
Am 20. Juni 2011 fasste die Deutsche Bischofskonferenz einstimmig den Beschluss, dass Kirchenmitarbeiter unter Aufsicht eines Teams des KFN (Kriminologisches Forschungsinstitut Niedersachsen), bestehend aus pensionierten Staatsanwälten und Richtern, sämtliche Personalakten der vergangenen zehn Jahre (zusätzlich in neun der 27 Bistümer sogar bis ins Jahr 1945 zurück) auf Hinweise zu sexuellen Übergriffen durchsuchen sollten. Pfeiffer war als Leiter des KFN an dem Projekt maßgeblich beteiligt.
Das Projekt wurde am 9. Januar 2013 von der Deutschen Bischofskonferenz gekündigt. Der zuständige Bischof, Stephan Ackermann, nannte als Grund das „zerrüttete Vertrauensverhältnis“. Als weitere Gründe nannte er Vorbehalte des Netzwerks katholischer Priester und kirchenrechtliche Vorgaben zur Öffnung von Geheimarchiven durch die Bischöfe. Pfeiffer warf der Bischofskonferenz am selben Tag vor, die Missbrauchsstudie zensieren und die Veröffentlichung von Texten aus der Studie gegebenenfalls auch verbieten zu wollen.
Als im Januar 2020 Bundesjustizministerin Christine Lambrecht zehn Jahre nach Aufdeckung des Missbrauchsskandals im ZDF feststellte, dass der Staat „jede Möglichkeit zu Ermittlungen nutzen“ werde und „keine Geheimarchive“ kenne, forderte Pfeiffer von der Bundesregierung die Rückholung der Missbrauchsakten aus dem Vatikan.

## Umgang mit Medienvorgaben und Integrationsthemen

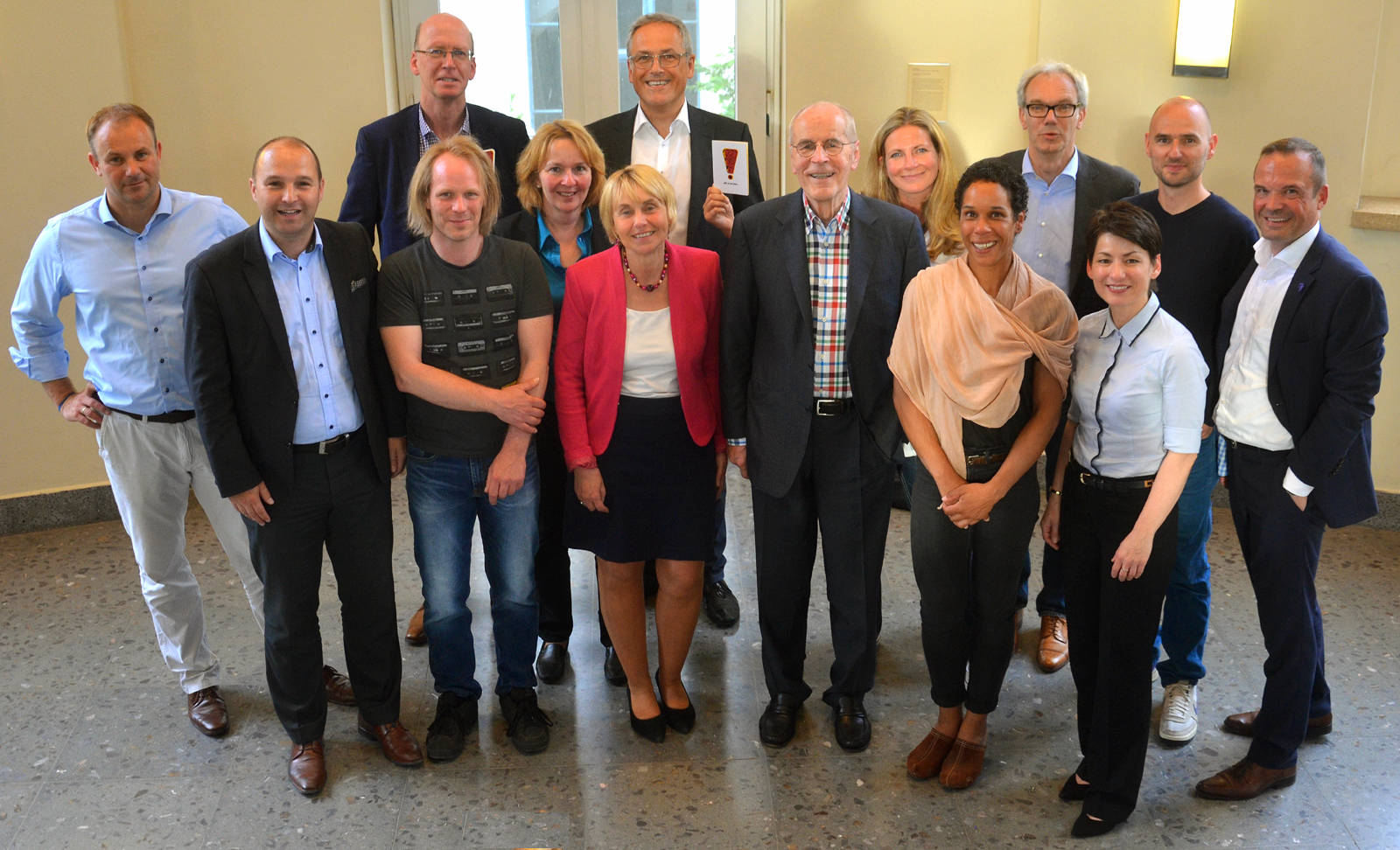
Christian Pfeiffer (Mitte) im Initiativkreis Offene Gesellschaft Hannover 2017 nach einer Podiumsdiskussion im Niedersächsischen Landesmuseum zur Fragestellung „Welches Land wollen wir sein?“

Die FAZ nahm eine Äußerung Pfeiffers bei einer Diskussionsrunde zu den sexuellen Übergriffen in der Silvesternacht 2015/16 zum Anlass, generelle Vorgaben von Fernsehredakteuren zu kritisieren. Diese forderten laut der FAZ Interviewpartner auf, im Zusammenhang etwa mit den Ereignissen in Köln nicht über Flüchtlinge zu reden, man würde sonst das Interview abbrechen. Pfeiffer, der selbst ein oft gefragter Interview- und Talkshowgast ist, hatte selbst eine solche Bitte abgelehnt und selbst damit gedroht, das Interview nicht durchzuführen. Die FAZ sah in dem (generellen) Umgang mit Interviewpartnern eine Mentalität, die mit journalistischen Prinzipien im grundsätzlichen Widerspruch sei. Pfeiffer betonte bei derselben Veranstaltung Ergebnisse der Forschung zur Kriminalitätsstatistik bei Migranten, auch zu denen mit muslimischem Hintergrund. Es sei seit Jahrzehnten bekannt, dass mit zunehmendem Spracherwerb durchaus vorhandene Kriminalitätsprobleme abnähmen. Er forderte deshalb eine bessere Finanzierung von entsprechenden Sprachkursen bei den Kommunen, um die Integration zu fördern. Es sei aber völlig falsch, alle Muslime etwa über einen Kamm zu scheren. Es gebe etwa kaum Probleme mit den in Deutschland eingewanderten Iranern.
Eine Studie, die Pfeiffer gemeinsam mit den Kriminologen Dirk Baier und Sören Kliem im Januar 2018 vorlegte, führte am Beispiel von Niedersachsen den dortigen Anstieg von Gewalttaten von 2014 bis 2016 vor allem auf Asylsuchende aus Marokko, Algerien und Tunesien zurück; Syrer, Iraker und Afghanen waren deutlich seltener aufgefallen. Die Autoren sehen den Unterschied zwischen den Herkunftsländern unter anderem darin begründet, dass Menschen aus Marokko, Algerien und Tunesien keinerlei Chance auf ein Bleiberecht sähen. Pfeiffer forderte angesichts dieser Situation höhere Investitionen in ein Rückkehrprogramm und zugleich eine bessere Sicherung der europäischen Außengrenzen.

## Werk (Auszug)
- Die Kriminalisierung junger Ausländer. Befunde und Reaktionen sozialer Kontrollinstanzen. München 1979 (mit Peter-Alexis Albrecht).
- Kriminalprävention im Jugendgerichtsverfahren. 2. Auflage, Köln 1983.
- Christian Pfeiffer: Fremdenfeindliche Gewalt im Osten – Folge der autoritären DDR-Erziehung? (PDF) KFN, 1999, abgerufen am 2. Oktober 2014 (41 kB).
- Gefährdet die Dominanz der Männer das Überleben der Menschheit? In: Der Rotarier 4/2000, S. 17–22.
- Matthias Kleimann, Thomas Möße, Christian Pfeiffer, Florian Rehbein: Mediennutzung, Schulerfolg, Jugendgewalt und die Krise der Jungen. (PDF) Studie. In: Zeitschrift für Jugendkriminalrecht und Jugendhilfe. KFN, März 2006, abgerufen am 2. Oktober 2014 (174 kB).
- Matthias Kleimann, Thomas Mößle, Christian Pfeiffer, Florian Rehbein: Die PISA-Verlierer – Opfer ihres Medienkonsums: eine Analyse auf der Basis verschiedener empirischer Untersuchungen. (PDF) Studie. KFN, 2007, abgerufen am 2. Oktober 2014 (150 kB).
- Dirk Baier, Christian Pfeiffer, Susann Rabold, Julia Simonson: Jugendliche in Deutschland als Opfer und Täter von Gewalt. (PDF) Studie. KFN, abgerufen am 2. Oktober 2014 (1,1 MB).
- Thomas Mößle, Christian Pfeiffer, Dirk Baier (Hrsg.): Die Krise der Jungen. Phänomenbeschreibung und Erklärungsansätze (= Interdisziplinäre Beiträge zur kriminologischen Forschung. Band 44). Nomos, Baden-Baden 2014, ISBN 978-3-8487-1850-4.
- mit Thimna Klatt, Stephanie Ernst, Theresia Höynck, Dirk Baier, Laura Treskow, Thomas Bliesener: Evaluation des neu eingeführten Jugendarrestes neben zur Bewährung ausgesetzter Jugendstrafe (§ 16a JGG). Abschlussbericht im Auftrag des Bundesministeriums der Justiz und für Verbraucherschutz. Wissenschaftlicher Verlag, Berlin 2016, ISBN 978-3-86573-973-5.
- Dirk Baier, Christian Pfeiffer (Hrsg.): Representative studies on victimisation. Research findings from Germany (= Interdisziplinäre Beiträge zur kriminologischen Forschung. Band 48). Nomos, Baden-Baden 2016, ISBN 978-3-8487-2984-5 (englisch).
- mit Dirk Baier von der Zürcher Hochschule für Angewandte Wissenschaften (2018): Zur Entwicklung der Gewalt in Deutschland. Schwerpunkte: Jugendliche und Flüchtlinge als Täter und Opfer. Studie im Auftrag des BMFSFJ.
- Gegen die Gewalt. Warum Liebe und Gerechtigkeit unsere besten Waffen sind. 2. Auflage. Kösel, München 2019, ISBN 978-3-466-37237-9 (randomhouse.de [PDF; 1,9 MB; abgerufen am 21. Oktober 2020]).

## Auszeichnungen
- 1983 Dissertation erhält sowohl den Fakultätspreis als auch den Hermine-Albers-Preis
- 1993 Bundesverdienstkreuzes am Bande.
- 1994 Bul le Mérite vom Bund Deutscher Kriminalbeamter.
- 2013 Theodor-Fuendeling-Plakette (Börsenverein des Deutschen Buchhandels, Landesverband Niedersachsen-Bremen)[30]